# Revmatické nemoci
Revmatická onemocnění postihuji pohybový aparát (klouby, páteř, ale i svaly, vazy). Rozdělujeme je do několika základních skupin, přičemž mezi nejčastější a nejznámější patří zejména Bechtěrevova nemoc.

## Revmatoidní artritida
Mnoho lidí se domnívá, že revmatoidní artritida je onemocněním kloubů, avšak ve skutečnosti se jedná o onemocnění imunitního systému. Při revmatoidní artritidě je to právě imunitní systém, který napadá klouby, nezvratně je poškozuje a vyvolává v nich chronickou bolest.
Revmatoidní artritida obecně je dlouhodobé, postupující a invalidizující onemocnění, provázené bolestí. Toto onemocnění člověka postupně omezuje v pohybu a brání mu vykonávat běžné každodenní aktivity a žít samostatný a nezávislý život. Přestože pro revmatoidní artritidu je nejtypičtější onemocnění kloubů, může nemoc postihnout také kterýkoli jiný orgán v těle, například plíce, srdce nebo oči. Z kloubů jsou nejčastěji postižena zápěstí a drobné klouby na rukou a na nohou.
Původní příčina, která u konkrétního člověka vyvolá rozvoj nemoci, není dosud známa. Víme toho však hodně o mechanismech, kterými nemoc poškozuje klouby a vyvolává typické obtíže pacientů s artritidou. Hlavním škodlivým procesem je chronický nitrokloubní zánět. Ten je způsoben vstupem bílých krvinek do kloubu a projevuje se jako otok, horkost, citlivost na dotek, bolestivost a snížená funkčnost. Po nějaké době probíhající zánět vyústí v destrukci a deformaci kloubu.

### Příznaky
- prodromální (předchází vlastním projevům choroby)
  - hubnutí
  - únava
- kloubní
  - bolest drobných kloubů
  - ranní ztuhlost
  - omezení pohyblivosti
  - kůže na prstech je lesklá, hladká
- mimokloubní
  - oční příznaky (záněty)
  - nervy
  - anemie

### Vyšetřovací metody
Pro správnou diagnostiku a léčbu revmatoidní artritidy jsou nejdůležitější následující vyšetření: odběr a vyšetření krve, rentgenové vyšetření a punkce (postiženého) kloubu.
- Odběr a vyšetření krve – při odběru krve se odebírá pouze malé množství. Z několika mililitrů je možno získat mnoho cenných informací o průběhu a aktivitě choroby. Důležité je především vyšetření revmatoidního faktoru, což je druh autoprotilátky, který se vyskytuje až u 80 % pacientů s revmatoidní artritidou. Z krve je rovněž možno určit stupeň zánětlivé aktivity, především podle počtu bílých krvinek a koncentrace látky zvané CRP (C-reaktivní protein).
- Rentgenové vyšetření – rentgenové snímky se pořizují pravidelně v průběhu nemoci. Pro lékaře je důležitá možnost srovnat rentgenové snímky z různých časových období a určit tak, zda a jak rychle postupuje zánětlivý proces poškozující klouby.
- Punkce kloubu – některé postižené klouby jsou zvětšené a bolestivé nejen kvůli otoku okolních tkání, ale také kvůli vyššímu množství nitrokloubní tekutiny, která je vylučována do kloubní dutiny. V takových případech se často provádí kloubní punkce – nabodnutí kloubu dlouhou jehlou a nasátí zmnožené nitrokloubní tekutiny. Punkce se provádí u větších kloubů, jako je koleno, kyčel nebo zápěstí. Z nasáté tekutiny je možné zjistit pravděpodobnou příčinu zánětu, a odsátí určitého množství tekutiny rovněž uleví postiženému kloubu a zmírní bolest.

### Možnosti léčby
Nejvýznamnější místo v léčbě revmatoidní artritidy zastávají léky. Kromě nich však máme k dispozici také postupy rehabilitace, fyzikální léčby, revmatochirurgie a protetiky. Svou roli hraje rovněž lázeňská léčba (viz sekci Lázně).
- Farmakoterapie – farmakoterapie neboli podávání léků má v léčbě revmatoidní artritidy zásadní význam. V současné době jsou k dispozici tři základní skupiny léků – nesteroidní antirevmatika, dále léky modifikující nemoc a kortikoidy. Do postupů farmakoterapie patří také takzvaná biologická léčba. V takzvané biologické léčbě se užívají látky vyráběné genetickým inženýrstvím, které se blízce podobají přirozeným molekulám produkovaným v organismu. Tyto látky mají schopnost zastavit v určitém místě sled kroků, které vedou ke spuštění reakce imunitního systému a udržování chronického zánětu. Biologická léčba zásadně mění kvalitu života pacientů a vrací je zpět do normálního pracovního a společenského života. Není určena pro všechny pacienty, ale jen pro ty, kteří splňují kritéria pro zahájení biologické léčby.

- Rehabilitace a fyzikální léčba – pravidelná a správně prováděná cvičení spolu s postupy fyzioterapie, zejm. jemné masáže a manipulační terapie mají v léčbě revmatoidní artritidy nezastupitelný význam. Jejich úkolem je udržet dostatečný rozsah pohybu v postižených kloubech, zabránit ochabnutí svalů a ztuhnutí kloubu.

- Revmatochirurgie a protetika – v pokročilých stadiích revmatoidní artritidy lze chirurgicky odstranit zničené klouby a nahradit je umělými implantáty (takzvanými endoprotézami). Implantát, který obnovuje funkci zničeného kloubu, je možné použít jako náhradu u kloubů kyčelních, kolenních, ramenních, loketních, zápěstních i prstových. Chirurgická léčba pacienta také zbaví bolestí v postiženém kloubu.

### Lázně
Lázeňská léčba revmatoidní artritidy je vhodná především pro ty pacienty, u nichž nemoc není příliš aktivní. Při některých formách lázeňské léčby může totiž dojít i k oživení zánětu, zejména jsou-li používány příliš teplé procedury. O vhodnosti lázeňské léčby může rozhodnout pouze lékař-revmatolog, který také nese odpovědnost za to, že pobyt v lázních nezhorší průběh nemoci. Obecně je lázeňský pobyt možné předepsat pacientům od II. stupně choroby s funkčním postižením typu b.
Na doporučení lékaře většinou pacient absolvuje pobyt v průměrném rozsahu jeden měsíc až jeden a půl měsíce. Lázeňský pobyt by měl přinášet zintenzivnění celkové léčby. Prospěšná je možnost celodenního rozvržení léčby a často i příznivé působení příjemného lázeňského prostředí. Při vzniku aktuálních problémů bývá navíc k dispozici odborná lékařská pomoc.

## Lupénka
Spíše než jako psoriáza je toto onemocnění známé pod svým českým názvem lupénka. Psoriáza postihuje především kůži, avšak zhruba u 10–20 % pacientů se může objevit kromě kožního také kloubní postižení. Onemocnění kloubů, které je do jisté míry podobné revmatoidní artritidě, se nazývá „psoriatická artritida“.

### Příčina
Přestože přesný důvod, proč psoriáza u některých lidí vzniká, není znám, jsou definovány některé vlivy, které při vzniku psoriázy hrají určitou roli. Tyto vlivy můžeme rozdělit do následujících kategorií:
- Dědičnost – odhaduje se, že dědičnost má na svědomí vznik psoriázy asi u 30 % pacientů. Nedědí se však choroba jako taková, ale pouze náchylnost k ní. Spolu s dědičností je ještě potřeba působení provokujících faktorů (Spouštěče), které vznik choroby vyvolají.
- Autoimunita – při vzniku lupénky je velmi pravděpodobná spoluúčast imunitního systému. Imunitní buňky zvané T-lymfocyty migrují do bazálních vrstev kůže, kde spouštějí uvolňování zánětlivých látek (cytokinů). To podporuje vznik chronického zánětu v kůži, na jehož podkladě dochází k nadměrné tvorbě nových kožních buněk a jejich olupování.
- Vnější prostředí – vlivy vnějšího prostředí nemohou samy o sobě způsobit psoriázu. Mohou urychlit její nástup nebo zhoršit její projevy. Mezi tyto negativní vlivy patří stres, infekce, poranění a některé léky. Dále se uvádějí klimatické a hormonální vlivy.

Spouštěče
- infekce horních cest dýchacích (u mladších pacientů angíny, u starších virózy), infekce zubů, chronický zánět žlučníku aj.
- užívání některých léků
- hormonální změny (puberta, období po porodu, klimakterium), během těhotenství obvykle nastává zlepšení
- životospráva (stres, alkohol, kouření, nedostatek spánku, nepravidelný životní rytmus)
- jiná onemocnění (cukrovka, dna, obezita, choroby jater aj.)
- očkování
- fyzikální vlivy (poranění, tření, střídavý tlak, ultrafialové záření, prudké změny teploty a klimatu)
- chemické (poleptání, podráždění kůže, včetně agresivní místní léčby)
- biologické (uvažuje se o podílu některých virů)

### Příznaky
Psoriáza je především onemocnění kůže, u 10–20 % pacientů se rozvine také postižení kloubů (Kloubní projevy), takzvaná psoriatická artritida. Protože psoriáza se může vyskytovat v několika různých formách, nejsou její příznaky vždy u všech pacientů stejné. Nejčastější forma psoriázy se označuje jako ložisková (psoriasis vulgaris). Mimoto rozlišujeme ještě několik dalších forem tohoto onemocnění.
Typické onemocnění psoriázou vypadá následovně:
- Červená šupinatá olupující se ložiska na kůži, především na loktech a kolenou.
- Kromě zmíněných oblastí velkých kloubů, kde se ložiska vyskytují nejčastěji, může psoriáza postihnout téměř jakékoli místo na těle, včetně vlasaté části hlavy a genitálu.
- Na rozdíl od ekzému se psoriáza nejvíce projevuje na vnější, takzvané extenzorové straně loktů a kolen.
- Při mírných formách choroby nacházíme na těle jen ojedinělá nevelká ložiska červené kůže s bílými olupujícími se šupinami. V závažných případech může olupující se pokožka pokrývat téměř celé tělo.

- Kromě kůže bývají často postiženy také nehty na nohou i na rukou. Někdy je dokonce typické poškození nehtů přítomno samostatně, bez psoriatických ložisek na kůži. Psoriáza na nehtech vytváří mělké jamky, které se podobají jamkám v náprstku. Může také dojít ke zbytnění nehtového lůžka, které se pak lžičkovitě prohýbá nahoru. Pokud je ložisko lupénky pod nehtem, prosvítá skrze nehet nahoru jako nažloutlá skvrna.

- U pacientů s psoriatickou artritidou se rozvíjí chronický zánět jednoho nebo více kloubů. Dlouhotrvající zánět může vést až k deformitě kloubu s úplnou ztrátou jeho funkce.

### Léčba
Lokální léčba
Při lokální léčbě se léčivé přípravky aplikují pouze lokálně, přímo na postiženou kůži. Jedná se tedy o nejrůznější masti, gely, mléka a podobně. Lokální léčba se užívá především u méně závažných forem psoriázy. Její výhodou je minimální výskyt nežádoucích účinků, neboť účinné látky pronikají především do kůže, do celého organismu však jenom minimálně.
Přípravky užívané pro lokální léčbu lupénky rozdělujeme do následujících skupin podle obsahu konkrétní účinné látky:
- Černouhelný dehet
- Kortikosteroidy
- Retinoidy
- Antralin
- Kalcipotrien
- Keratolytika a hydratační přípravky

Systémové léky
K systémové léčbě, tedy k lékům podávaným v tabletách či injekcích, je nutné sáhnout u závažnějších forem psoriázy. Protože účinná látka systémově podaného léku se dostane skrze krevní oběh do celého organismu, zvyšuje se oproti lokální léčbě riziko nežádoucích účinků. Právě kvůli zmírnění nežádoucích účinků se systémové léky často kombinují nebo střídají. Pacienti, kteří systémovou léčbu užívají, musí také pravidelně podstupovat krevní a jaterní testy, aby se včas odhalilo případné poškození.
Nejčastější systémově podávané léky užívané při léčbě psoriázy:
- Metotrexát
- Cyklosporin
- Retinoidy

Biologická léčba
V takzvané biologické léčbě se užívají látky vyráběné genetickým inženýrstvím, které se blízce podobají přirozeným molekulám produkovaným v organismu. Tyto látky mají schopnost zastavit v určitém místě sled kroků, které vedou ke spuštění reakce imunitního systému a udržování chronického zánětu. Protože účinné látky užívané v biologické léčbě účinkují konkrétně na určitý aspekt v imunitní odpovědi.
Biologická léčba zasahuje do imunitních mechanismů cíleně. Tlumí zánět v časné fázi, tedy v situaci, kdy ještě není dostatečně nastartovaný, kůže se vyčistí a zůstává čistá. Léčba dále zlepšuje výskyt a závažnost přidružených onemocnění, která jsou typická pro pacienty s psoriázou, např. metabolického syndromu, kardiovaskulárního onemocnění, zánětu kloubů, depresí, úzkostí, únavy atd. Vrací pacienta do normálního pracovního i společenského života.
Fototerapie
Již dlouho je známo, že každodenní a přitom nepříliš dlouhé vystavení se slunečnímu záření zmírňuje příznaky psoriázy. Později se přišlo také na to, že za léčivé účinky slunečního záření je zodpovědná jeho krátkovlnná složka, záření ultrafialové. To se dále rozděluje na tři složky, UVA, UVB a UVC záření. K léčbě psoriázy se užívá UVB složka. Existují dva typy UVB lamp, které emitují léčebně působící záření, širokopásmové a úzkopásmé. Pro zvýšení účinnosti fototerapie je možné současně aplikovat přípravky s retinoidy, dehtem nebo antralinem.
Fotochemoterapie neboli PUVA
Kombinace látky psoralenu a UVA složky ultrafialového záření se označuje jako PUVA. Při této metodě je pacient ozařován UVA zářením a zároveň užívá tablety psoralenu nebo tuto látku aplikuje lokálně. Přesný mechanismus, jakým PUVA potlačuje projevy psoriázy, není znám. Předpokládá se, že psoralen zvyšuje citlivost kůže k léčebným účinkům UVA záření.

## Bechtěrevova nemoc
Bechtěrevova choroba je chronické, celoživotní onemocnění. Jeho příznaky se postupně vyvíjejí a nejsou v každé fázi nemoci stejné. Je častější u mužů než u žen, první příznaky se většinou objeví mezi 18 a 30 lety.

### Příčina nemoci
Přesná příčina Bechtěrevovy nemoci zůstává stále nejasná. Již dlouho je však známa souvislost, která existuje mezi výskytem nemoci a přítomností antigenu HLA-B27. HLA antigeny jsou molekuly na povrchu buněk, podle kterých imunitní systém rozeznává vlastní buňky od cizích.
Nejrůznějších HLA antigenů existuje velké množství a antigen HLA-B27 se vyskytuje přibližně u 7 % obyvatel České republiky. U bechtěreviků jej lze prokázat až v 90 % případů. U osob s antigenem HLA-B27 je pravděpodobnost onemocnění až 300krát vyšší oproti osobám, které tento antigen nevlastní. Přítomnost antigenu HLA-B27 však ještě neznamená, že budete Bechtěrevovou nemocí postiženi, jedná se pouze o zvýšené riziko.

### Příznaky nemoci
- Chronická bolest a ztuhlost v dolní části páteře. Bolest se často objevuje v místě skloubení křížové kosti s pánví (sakroiliakální skloubení), odkud vyzařuje do hýždí nebo zadní strany stehna. Bolest je největší, pokud pacient zůstává v klidu, zmírňuje se při fyzické aktivitě.
- Páteř se postupně stává stále méně ohebná, pacient si nejprve nedosáhne rukama na kolena, později se nemůže vůbec předklonit. Rozvoj nemoci je postupný a trvá mnoho let, než dojde do konečného stadia, kdy má páteř charakter tuhé neohebné tyče. K tomu však dochází pouze u menší části pacientů.
- Může se objevit i bolest hrudníku, zvláště při hlubokém dýchání.
- Dalším rysem Bechtěrevovy nemoci je chronická těžká únava.
- Zhruba 40 % případů Bechtěrevovy nemoci je spojeno se zánětem oční duhovky a řasnatého tělíska (tento zánět se odborně nazývá iridocyklitida). Zánět se projevuje bolestí oka a zvýšenou citlivostí na světlo (fotofobií).
- Mezi méně časté příznaky Bechtěrevovy nemoci patří zánět kloubů, plicní fibróza (zvýšená tvorba vaziva v plicích) nebo odlučování nehtů od nehtového lůžka (tzv. onycholýza).
- V mladém věku může nemoc začínat jako otoky velkých kloubů na končetinách, především kolen. Postižení páteře přichází později.

### Dědičnost
Bechtěrevova nemoc není dědičné onemocnění v tom smyslu, že by se jednoduše přenášela z rodičů na děti. Přesto však v jejím rozvoji dědičnost určitou roli hraje. Má-li někdo z blízkých příbuzných (rodiče, prarodiče, sourozenci) Bechtěrevovu chorobu, je i vyšší riziko tohoto onemocnění, a neměly by být podceňovány případné příznaky, které jsou pro počátky Bechtěrevovy choroby typické.
Dědičnost sklonů k Bechtěrevově chorobě může být založena na dědičnosti antigenu HLA-B27, který výrazně zvyšuje riziko tohoto onemocnění. Tento specifický antigen se vyskytuje asi u 7 % populace. Antigeny jsou molekuly umístěné na povrchu buněk a slouží jako značka pro imunitní systém, který díky nim rozpozná buňky vlastní od buněk cizích (například bakteriálních, nádorových nebo transplantovaných). Sestavu antigenů má každý člověk individuální, ale dědí se z rodičů na děti tak jako krevní skupiny nebo třeba fyziognomické znaky. Proto mají blízcí příbuzní podobnou sestavu antigenů a dá se očekávat, že mohou sdílet také rizikový antigen HLA-B27.

### Průběh onemocnění
Tak jako se lidé vzájemně liší mezi sebou, liší se u každého pacienta s Bechtěrevovou nemocí i průběh jeho choroby. U někoho může nemoc postupovat rychle a záhy ho invalidizovat, zatímco v jiném případě se může nástup závažných projevů oddálit až do pozdního věku. Přesto je v průběhu choroby možné vysledovat několik společných znaků:
- Nemoc se objevuje většinou postupně v nepravidelných intervalech. První bolesti lidé cítí zpravidla v dolní části zad, v tzv. sakroiliakálním skloubení, tj. kloubu mezi křížovou kostí a pánví. Bolesti trápí pacienty nejvíce v noci, po dlouhé jízdě autem a delším sezení. Někdy je nemoc i vzbudí, přinutí vstát a ulevit si lehkým rozcvičením páteře.
- Nemoc probíhá dlouhodobě – tj. nejméně 3 měsíce, zpravidla však i několik let. Zánětlivé postižení meziobratlových plotének a dalších struktur páteře vede k postupnému tuhnutí, někdy až k ankylóze páteře (nepohyblivému srůstu v důsledku tvorby syndezmofytů – kostěných můstků mezi obratli – a vzniku tzv. bambusové páteře). K té může dojít již za 14 let od začátku onemocnění.

Přes všechny naděje, které poskytují nové léky a léčebné postupy, stále zůstává nejdůležitějším pacientův osobní přístup k nemoci. Pravidelným cvičením a dodržováním základních doporučení lze podstatně zlepšit průběh choroby i rozsah trvalých následků.

### Léčba
Léčba Bechtěrevovy nemoci vyžaduje dlouhodobý odborný přístup. Choroba není ani při dnešních léčebných možnostech zcela vyléčitelná a podávané léky se zaměřují jen na zmírnění příznaků a zpomalení progrese onemocnění.
Farmakologická léčba a druhy používaných léků. Používané skupiny léků se zaměřují na potlačení zánětlivé aktivity a na potlačení imunitního systému, který reaguje proti tkáním vlastního těla (autoimunitní reakce). V současné době se rozvíjí nová skupina léčiv náležejících do takzvané biologické léčby. Tyto léky potlačují přehnanou reakci imunitního systému, avšak činí tak velmi cíleně na základě detailních poznatků o spouštěčích a průběhu imunitní reakce. Proto mají výrazně menší nežádoucí účinky než klasické imunosupresivní léky.
Léky používané v léčbě Bechtěrevovy nemoci můžeme tedy rozdělit do následujících základních skupin:
- Nesteroidní antirevmatika – tyto léky zmírňují zánětlivý proces, potlačují otoky a bolest v postižených místech. Patří mezi ně i notoricky známé léky, jako například kyselina acetylsalicylová, ibuprofen. Nevýhodou těchto léků je při dlouhodobějším užívání riziko vzniku žaludečního nebo dvanáctníkového vředu s možným krvácením a dalšími komplikacemi.

- Imunosupresivní léky – tyto léky potlačují reakci imunitního systému jako celku. To vede ke zmírnění příznaků a zánětlivé aktivity, avšak zároveň má na svědomí i četné nežádoucí účinky. Organismus s potlačenou imunitou je například podstatně náchylnější k infekčním onemocněním.

- Kortikoidy – tyto léky jsou velmi účinné v potlačení zánětu i autoimunitní reakce, opět však mají celou řadu závažných nežádoucích účinků. Velké dávky kortikoidů se tedy používají jen krátkodobě, v případech náhlého zhoršení nemoci a jejích příznaků.

- Biologická léčba – tato skupina léků je nejnovější a v současné době se mohutně rozvíjí. Na základě detailního poznání imunitních mechanismů na molekulární úrovni je možné vyvinout léky, které působí cíleně proti určitým látkám způsobujícím zánět. To potlačuje projevy a postup onemocnění, vrací pacienta do normálního pracovního i společenského života bez bolesti a zároveň minimalizuje nežádoucí účinky obvyklé u méně specifických imunosupresivních léků. Je určena pacientům, kteří splňují kritéria pro zahájení biologické léčby.

### Cvičení a rehabilitace
U málokteré choroby jsou právě cvičení a rehabilitace natolik důležité, jako právě u Bechtěrevovy nemoci. Díky vhodné rehabilitaci je možné zpomalit rozvoj nemoci i její další průběh. Důležité je, aby byla rehabilitace odborně vedena a správně dávkována. Měla by se pro nemocného stát každodenní součástí života.
Rehabilitace probíhá jednak za přímé spolupráce rehabilitačního pracovníka, který provádí masáže a asistuje při rozcvičování páteře. Pacient by měl být poučen o provádění samostatných cviků, především dechových cvičení. Důležitý je nácvik přímého držení těla a udržování obratnosti. Rehabilitace probíhá pravidelně, většinou jednou za týden. Samostatně by však měl pacient cvičit alespoň dvakrát denně, nejlépe ráno a v poledne.
Kromě cvičení je nutné dodržovat určitá režimová opatření, dbát na správné držení těla a vhodnou polohu při spánku. Vhodné pro zmírnění bolestí je také cvičení ve vodě. Vztlaková síla vody usnadňuje pohyby a vede k uvolnění napětí a zlepšení pohybového rozsahu. Revmatickými chorobami se zabývá revmatologie.